# Síndrome de Dubin-Johnson
A Síndrome de Dubin-Johnson é uma condição clínica rara, de característica autossômica recessiva, que causa um aumento de bilirrubina sem elevação das enzimas do fígado (ALT, AST). 
O transporte de bilirrubina do fígado para o sistema biliar é anormal e a ela se acumula no fígado. Os pacientes possuem icterícia de baixo grau durante toda a vida, a qual pode ser agravada pelo consumo de álcool, gravidez, infecção e outros fatores ambientais.
Síndrome de Dubin-Johnson é uma condição caracterizada pela icterícia, que é uma coloração amarelada da pele e do branco dos olhos (esclera). Na maioria das pessoas afetadas icterícia aparece durante a adolescência ou início da idade adulta, embora alguns indivíduos foram diagnosticadas logo após o nascimento. A icterícia é geralmente o único sinal da síndrome de Dubin-Johnson, mas algumas pessoas também podem apresentar fraqueza, dor abdominal leve alta, náuseas e / ou vómitos.
Embora a síndrome de Dubin-Johnson ocorra em pessoas de todas as etnias, é mais comum entre os judeus iranianos e marroquinos que vivem em Israel. Estudos sugerem que a doença afeta 1 em cada 1.300 judeus iranianos em Israel. Além disso, várias pessoas na população japonesa tem sido diagnosticado com síndrome de Dubin-Johnson. Esta condição parece ser menos comum em outros países.
Síndrome de Dubin-Johnson é causado por mutações no gene ABCC2. O gene codifica uma proteína denominada proteína de resistência múltipla 2 (MRP2). Essa proteína atua como uma bomba para transporte de substâncias para fora do fígado, rins, intestino, placenta ou para que possam ser excretados do corpo. Por exemplo, MRP2 transporta uma substância chamada bilirrubina para fora das células do fígado e na bile (um líquido digestivo produzido pelo fígado). A bilirrubina é produzida durante a decomposição do velho glóbulos vermelhos e tem uma tonalidade amarelo-alaranjado.
Mutações do gene ABCC2 levam a uma versão do MRP2 que não pode efetivamente bomba de substâncias para fora das células. Estas mutações afectam particularmente o transporte de bilirrubina na bile. Como resultado, a bilirrubina se acumula no organismo, causando uma condição chamada de hiperbilirrubinemia. O acúmulo de bilirrubina no organismo provoca o amarelamento da pele e do branco dos olhos visto em pessoas com síndrome de Dubin-Johnson.
Esta condição é herdada em um padrão autossômico recessivo, o que significa que ambas as cópias do gene em cada célula têm mutações. Os pais de um indivíduo com uma condição autossômica recessiva, cada um levar uma cópia do gene mutado, mas eles normalmente não apresentam sinais e sintomas da doença.
Síndrome de Dubin-Johnson é uma desordem genética muito rara.
O que genes estão relacionados à síndrome de Dubin-Johnson?
Síndrome de Dubin-Johnson é causada por mutações no gene ABCC2. O gene genes ABCC2 fornece instruções para fazer uma proteína chamada proteína multirresistência 2 (MRP2). Esta proteína actua como uma bomba para o transporte de substâncias para fora do fígado, rins, intestino, placenta, ou de forma que pode ser excretado do organismo. Por exemplo, MRP2 transporta uma chamada bilirrubina substância para fora das células do fígado e para a bílis (um fluido digestivo produzido pelo fígado). A bilirrubina é produzida durante a decomposição de glóbulos vermelhos velhos e tem uma tonalidade amarelo-alaranjado.
Mutações do gene dos genes ABCC2 levar a uma versão de MRP2 que não pode bombear eficazmente substâncias para fora das células. Estas mutações afectam particularmente o transporte de bilirrubina na bile. Como resultado, a bilirrubina se acumula no organismo, causando uma condição chamada de hiperbilirrubinemia. O acúmulo de bilirrubina no organismo faz com que a coloração amarelada da pele e do branco dos olhos observados em pessoas com síndrome de Dubin-Johnson.